# Alfons Groenendijk
Alfons Groenendijk (* 17. Mai 1964 in Leiden, Niederlande) ist ein ehemaliger niederländischer Fußballspieler. Nach dem Ende der aktiven Laufbahn begann er eine Fußballtrainerkarriere. Aktuell betreut er Jong PSV in der Eerste Divisie.

## Sportlicher Werdegang
Groenendijk spielte als u. a. für die Vereine ADO Den Haag, Roda JC Kerkrade, Ajax Amsterdam, Manchester City, Sparta Rotterdam und FC Utrecht. Mit Ajax gewann er in der Saison 1991/1992 den UEFA Cup. Im Jahr 1992/93 den KNVB Cup.
Groenendijk wurde für die Saison 2008/09 zum Co-Trainer von Willem II Tilburg ernannt. Zuvor war er Manager von Jong Ajax und der Amateurmannschaft VV Katwijk. Im Februar 2009 wurde er Trainer von Willem II und trat die Nachfolge von Andries Jonker an, der Fußballdirektor von Willem II wurde. Am 19. Februar 2010 beschloss das Verein ihn zu entlassen.
Im Oktober 2021 stieß Groenendijk neben Ertuğrul Arslan als Assistent von Nuri Şahin zum Trainerstab des türkischen Klubs Antalyaspor. In der Spielzeit 2021/22 arbeitete sich die Mannschaft unter der gemeinsamen Leitung bis auf den siebten Tabellenplatz im Endklassement vor, rutschte aber in der Folgezeit wieder ins hintere Mittelfeld ab. Im Sommer 2023 verließ er den Klub und wurde in der Folge bei verschiedenen niederländischen Mannschaften als potenzieller Trainerkandidat gehandelt. Ein Engagement kam jedoch zunächst nicht zustande. Zum 1. Juli 2024 übernahm er den Trainerposten bei Jong PSV, der Reservemannschaft von PSV Eindhoven.